# 파쿤도 롱카글리아
파쿤도 세바스티안 롱카글리아(스페인어: Facundo Sebastián Roncaglia , 1987년 2월 10일, 차하리 ~ )는 보카 주니어스에서 수비수로 뛰는 아르헨티나의 축구선수이다. 주로 중앙 수비수 역할을 수행하지만, 라이트 백 역할 역시도 가능하다.

## 선수 경력
엔트레리오스주 차하리에서 태어난 롱카글리아는 보카 주니어스에서 프로 데뷔를 하였으며, 첫 1부 리그 경기는 2007년 10월 27일 에스투디안테스를 상대로 치렀다. 그는 2008년 아페르투라 우승에 기여하였다.
2009년 7월 27일, 롱카글리아는 라 리가 소속팀 에스파뇰과 임대 계약을 맺어, 감독 마우리시오 포체티노와 과거 보카 주니어 동료 후안 포를린과 함께 같은 국적 (아르헨티나) 스쿼드 5명의 일부가 되었다. 그는 시즌 잔여 기간에 이전 팀으로 돌아갔고, 오직 바로 에스투디안테스로 임대를 가야하는 곤경에 빠지게 된다.
2012년 7월에 롱카글리아는 한 달 전에 2012 코파 리베르타도레스 결승전 코리치앙스와 1차전에서 득점하였지만 FA로 팀을 떠났다. 그는 직후 이탈리아 팀 피오렌티나에 입단하였다.

## 수상 경력

### 클럽
보카 주니어스
- 아르헨티나 프리메라 디비시온: 2008 아페르투라, 2011 아페르투라
- 코파 아르헨티나: 2011–12
- 코파 리베르타도레스: 준우승 2012

에스투디안테스
- 아르헨티나 프리메라 디비시온: 2010 아페르투라

피오렌티나
- 코파 이탈리아: 준우승 2013-14

발렌시아
- 코파 델 레이: 2018–19

### 국가대표팀
아르헨티나
- 코파 아메리카: 준우승 2015, 2016